# Pitiniana
Pitiniana è stato un antico insediamento siciliano.

## Localizzazione
Secondo l’Itinerarium Antonini, Pitiniana era situata lungo la via che andava da Agrigentum (odierna Agrigento) a Panormus (Odierna Palermo). La sua esatta posizione è ignota, ma si è ipotizzato che fosse presso i moderni centri di Raffadali e Aragona, in contrada Terravecchia.